# Battleship (videojuego 2012)
Battleship es un Videojuego basado en la película del mismo nombre. Ha sido publicado por Activision. La versión para PlayStation 3 y Xbox 360 la desarrolló Double Helix Games, mientras que las versiones para Wii, Nintendo DS y Nintendo 3DS fueron desarrolladas por Magic Pockets. Este juego estrenó el 20 de abril de 2012 en Europa y 15 de mayo de 2012 en Norteamérica.

## Argumento

### Sinopsis
Durante las maniobras RIMPAC en las Islas Hawái, el jugador y su unidad quedan atrapados en una cúpula del tiempo que ha creado una fuerza superior. A medida que los acontecimientos suceden, el jugador controlará unidades navales para crear la estrategia de un plan de ataque sobre el mapa y enfrentar en batalla con los invasores.

### Personajes
- Cole Mathis, un efectivo de la Marina de los Estados Unidos.